# Martine Latulippe
Pour les articles homonymes, voir Latulippe.
Martine Latulippe, née le 1er août 1971, est une auteure de littérature pour la jeunesse québécoise.

## Biographie
Spécialisée en littérature jeunesse, Martine Latulippe est détentrice d'une maîtrise en littérature comparée à l'université Laval.
Auteure de plus de 60 livres pour le jeune public, elle travaille également, à titre de directrice littéraire, à la revue Alibis, en plus de collaborer régulièrement avec différentes maisons d'édition en tant que réviseure linguistique. À titre d'auteure, elle publie notamment la série jeunesse La Bande des Quatre, Julie, Marie-P. ainsi que plusieurs livres pour adolescents (Le Cri, Trahie, À fleur de peau, etc.),,. Depuis 1999, elle anime régulièrement des ateliers et des conférences en milieu scolaire,,.
Récipiendaire de nombreux prix littéraire tels que le Prix Hackmatack, le Prix des abonnés des bibliothèques de Québec ainsi que le Prix jeunesse du Salon du livre de Québec, Martine Latulippe participe également à des conférences partout au Québec, au Canada ainsi qu'en Suisse,.
Martine Latulippe est présidente d'honneur du Salon du livre de l'Île-du-Prince-Édouard (2019), invitée d'honneur au festival La crue des mots (2018), invitée d'honneur jeunesse du Salon international du livre de Québec (2008) ainsi qu'invitée d'honneur jeunesse du Salon du livre de Trois-Rivières (2006). On rend également hommage à sa carrière lors du Salon international du livre de Québec (2009),,,,.
Martine Latulippe est membre de l’Union des écrivaines et des écrivains québécois.

## Œuvres

### Roman
- Cami, Québec, Arion, 1996, 144 p.  (ISBN 2-921493-21-7)

### Nouvelles
- Les faits divers n'existent pas, Montréal, Éditions Druide, 2013, 138 p.  (ISBN 9782897110611)

### Littérature jeunesse
- Simon, l'espion amoureux, illustrations de Daniel Sylvestre, Saint-Lambert, Dominique et compagnie, Coll. Libellule, 1999, 86 p.  (ISBN 2-89512-037-4)
- Louna et le dernier chevalier, illustrations de Pascaline Naninck, Québec, Le Loup de gouttière, Coll. Les petits loups, 2000, 67 p.  (ISBN 2-89529-029-6)
- La mémoire de mademoiselle Morgane, illustrations de Paule Thibault, Saint-Lambert, Dominique et compagnie, Coll. Roman vert, 2001, 76 p.  (ISBN 2-89512-224-5)
- À fleur de peau, Montréal, Québec Amérique jeunesse, Coll. Titan jeunesse, 2001, 132 p.  (ISBN 2764401124, 9782764401125 et 9782764416501)
- Lorian Loubier, superhéros, illustrations de Bruno Saint-Aubin, Saint-Lambert, Dominique et compagnie, Coll. Roman bleu, 2002, 120 p.  (ISBN 2-89512-238-5 et 9782895122388)
- Julie et le visiteur de minuit, illustrations de May Rousseau, Québec Amérique jeunesse, Coll. Bilbo jeunesse, 2002, 68 p.  (ISBN 2-7644-0173-6) et  (ISBN 9782764401736)
- Lorian Loubier, grand justicier, illustrations de Bruno St-Aubin, Saint-Lambert, Dominique et compagnie, Coll. Roman bleu, 2003, 120 p.  (ISBN 2-89512-285-7) et  (ISBN 9782895122852)
- Julie et le serment de la Corriveau, illustrations de May Rousseau, Montréal, Éditions Québec Amérique, Coll. Biblio jeunesse, 2003, 69 p.  (ISBN 2-7644-0240-6) et  (ISBN 9782764402405)
- Julie et la danse diabolique, llustrations de May Rousseau, Montréal, Éditions Québec Amérique, Coll. Biblio jeunesse, 2004, 64 p.  (ISBN 2-7644-0363-1) et  (ISBN 9782764403631)
- Lorian Loubier : appelez-moi docteur!, illustrations de Bruno St-Aubin, Saint-Lambert, Dominique et compagnie, Coll. Roman bleu, 2004, 109 p.  (ISBN 2-89512-361-6)
- Les orages d'Amélie-tout-court, illustrations de Marie-Claude Favreau, Saint-Lambert, Dominique et compagnie, Coll. Roman rouge, 2004, 43 p.  (ISBN 2-89512-373-X)
- Le grand vertige, Montréal, Québec Amérique jeunesse, Coll. Titan jeunesse, 2004, 141 p.  (ISBN 2764403348),  (ISBN 9782764403341) et  (ISBN 9782764415382)
- En pièces détachées, illustrations de Paule Thibault, Charlesbourg, Éditions FouLire, Coll. La joyeuse maison hantée. 2004, 71 p.  (ISBN 2-89591-006-5)
- Julie et le Bonhomme Sept Heures, illustrations de May Rousseau, Montréal, Québec Amérique jeunesse, Coll. Julie, 2005, 73 p.  (ISBN 2-7644-0429-8)
- Une journée dans la vie de Lorian Loubier, illustrations de Bruno St-Aubin, Saint-Lambert, Dominique et compagnie, Coll. Roman bleu, 2005, 105 p.  (ISBN 2-89512-476-0)
- Mouk, le cœur en morceaux, illustrations de Paule Thibault, Charlesbourg, Éditions FouLire, Coll. La joyeuse maison hantée. 2005, 67 p.  (ISBN 2-89591-012-X)
- Lorian Loubier, détective privé?, illustrations de Bruno St-Aubin, Saint-Lambert, Dominique et compagnie, Coll. Roman bleu, 2006, 104 p.  (ISBN 978-2-89512-511-2) et  (ISBN 2-89512-511-2)
- Mouk, à la conquête de Coralie, illustrations de Paule Thibault, Charlesbourg, Éditions FouLire, Coll. La joyeuse maison hantée. 2006, 71 p.  (ISBN 978-2-89591-024-4) et  (ISBN 2-89591-024-3)
- Julie et la dame blanche, illustrations de May Rousseau, Montréal, Québec Amérique jeunesse, Coll. Julie, 2006, 74 p.  (ISBN 978-2-7644-0514-7) et  (ISBN 2-7644-0514-6)
- Mouk, un record monstre!, illustrations de Paule Thibault, Charlesbourg, Éditions FouLire, Coll. La joyeuse maison hantée. 2007, 73 p.  (ISBN 978-2-89591-044-2)
- Petit Thomas et monsieur Théo, illustrations de Élisabeth Eudes-Pascal, Saint-Lambert, Dominique et compagnie, Coll. Roman lime, 2007, 59 p.  (ISBN 978-2-89512-566-2)
- Les secrets du manoir, Montréal, Québec Amérique, Coll. Titan jeunesse, 2007, 140 p.  (ISBN 9782764405741) et  (ISBN 9782764415498)
- Julie et le feu follet, illustrations de May Rousseau, Montréal, Québec Amérique jeunesse, Coll. Julie, 2008, 82 p.  (ISBN 978-2-7644-0633-5)
- Lorian Loubier, vive les mariés!, illustrations de Bruno St-Aubin, Saint-Lambert, Dominique et compagnie, Coll. Roman bleu, 2008, 90 p.  (ISBN 978-2-89512-694-2)
- Chapeau, Marie-P!, illustrations de Fabrice Boulanger, Charlesbourg, Éditions FouLire, Coll. Les aventures de Marie-P., 2008, 59 p.  (ISBN 978-2-89591-058-9)
- Mouk, mène le bal!, illustrations de Paule Thibault, Charlesbourg, Éditions FouLire, Coll. La joyeuse maison hantée. 2008, 64 p.  (ISBN 978-2-89591-065-7)
- Ce qui arriva à Chloé et Mélina un jeudi après-midi, illustrations de Fil et Julie, Longueuil, Éditions de la Bagnole, Coll. Klaxon, 2009, 32 p.  (ISBN 978-2-923342-34-4)
- Julie et la messe du revenant, illustrations de May Rousseau, Montréal, Québec Amérique jeunesse, Coll. Julie, 2009, 75 p.  (ISBN 978-2-7644-0708-0)
- Au voleur, Marie-P!, illustrations de Fabrice Boulanger, Charlesbourg, Éditions FouLire, Coll. Les aventures de Marie-P., 2009, 59 p.  (ISBN 978-2-89591-085-5)
- Au secours, Marie-P!, illustrations de Fabrice Boulanger, Charlesbourg, Éditions FouLire, Coll. Les aventures de Marie-P., 2009, 55 p.  (ISBN 978-2-89591-089-3)
- À toi de jouer, Marie-P!, illustrations de Fabrice Boulanger, Charlesbourg, Éditions FouLire, Coll. Les aventures de Marie-P., 2010, 59 p.  (ISBN 978-2-89591-108-1)
- Un lourd silence, Montréal, Québec Amérique, Coll. Titan jeunesse, 2010, 130 p.  (ISBN 978-2-7644-0751-6)
- Julie et la bête dans la nuit, illustrations de May Rousseau, Montréal, Québec Amérique, Coll. Biblio jeunesse, 2011, 75 p.  (ISBN 978-2-7644-1284-8)
- Pas de panique, Marie-P!, illustrations de Fabrice Boulanger, Charlesbourg, Éditions FouLire, Coll. Les aventures de Marie-P., 2011, 58 p.  (ISBN 978-2-89591-127-2)
- Ce qui peut arriver quand Mélina et Chloé se font garder, illustrations de Fil et Julie, Montréal, Éditions de la Bagnole, Coll. Klaxon, 2011, n.p.  (ISBN 978-2-923342-52-8)
- Les clés, Terry, un chien et moi, Québec, Éditions FouLire, Coll. Émilie Rose, 2012, 159 p.  (ISBN 9782895911685)
- Mystère chez Marie-P, illustrations de Fabrice Boulanger, Charlesbourg, Éditions FouLire, Coll. Les aventures de Marie-P., 2012, 52 p.  (ISBN 9782895911470)
- Le voisin, Rosa, les poissons et moi, Québec, Éditions FouLire, Coll. Émilie-Rose, 2012, 165 p.  (ISBN 9782895911418)
- Le cri, Montréal, Québec Amérique, Coll. Titan jeunesse, 2012, 116 p.  (ISBN 9782764423288),  (ISBN 9782764423394) et  (ISBN 9782764423400)
- Julie et Alexis le Trotteur, illustrations de May Rousseau, Montréal, Québec Amérique, Coll. Biblio jeunesse, 2013, 79 p.  (ISBN 9782764420966)
- Ce qui est arrivé quand un drôle de voleur est passé chez Mélina et Chloé, illustrations de Fil et Julie, Montréal, Éditions de la bagnole, Coll. Klaxon, 2013, n.p.  (ISBN 9782897140441)
- Place au spectacle!, illustrations de Fabrice Boulanger, Charlesbourg, Éditions FouLire, Coll. L'alphabet sur mille pattes, 2013, 45 p.  (ISBN 9782895911487)
- Un joyeux cirque!, illustrations de Fabrice Boulanger, Charlesbourg, Éditions FouLire, Coll. L'alphabet sur mille pattes, 2013, 47 p.  (ISBN 9782895911494)
- À l'aide, Marie-P!, illustrations de Fabrice Boulanger, Charlesbourg, Éditions FouLire, Coll. Les aventures de Marie-P., 2013, 59 p.  (ISBN 9782895911760)
- À quoi joue Jules?, illustrations de Fabrice Boulanger, Charlesbourg, Éditions FouLire, Coll. L'alphabet sur mille pattes, 2013, 45 p.  (ISBN 9782895911609)
- Enquête au musée, illustrations de Fabrice Boulanger, Charlesbourg, Éditions FouLire, Coll. L'alphabet sur mille pattes, 2013, 43 p.  (ISBN 9782895911623)
- En avant la musique!, illustrations de Fabrice Boulanger, Charlesbourg, Éditions FouLire, Coll. L'alphabet sur mille pattes, 2013, 45 p.  (ISBN 9782895911616) et  (ISBN 978-2-330-15059-4)
- Julie et la chasse-galerie, illustrations de May Rousseau, Montréal, Québec Amérique, Coll. Biblio jeunesse, 2014, 89 p.  (ISBN 9782764412381)
- Attache ta tuque, Marie-P!, illustrations de Fabrice Boulanger, Charlesbourg, Éditions FouLire, Coll. Les aventures de Marie-P., 2014, 61 p.  (ISBN 9782895912057)
- En route vers la coupe!, illustrations de Fabrice Boulanger, Charlesbourg, Éditions FouLire, Coll. L'alphabet sur mille pattes, 2014, 45 p.  (ISBN 9782895912088)
- Surprise sur glace, illustrations de Fabrice Boulanger, Charlesbourg, Éditions FouLire, Coll. L'alphabet sur mille pattes, 2014, 45 p.  (ISBN 9782895912163)
- Tout le monde dehors!, illustrations de Fabrice Boulanger, Charlesbourg, Éditions FouLire, Coll. L'alphabet sur mille pattes, 2014, 45 p.  (ISBN 9782895912095)
- Émile en vacances, illustrations de Maco, Montréal, Les Éditions de la Bagnole, 2014, n.p.  (ISBN 9782923342979)
- Le camp, Patch, la chèvre et moi, Québec, Les Éditions Foulire, Coll. Émilie-Rose, 2014, 174 p.  (ISBN 9782895911982)
- Ce soir, on danse!, illustrations de Fabrice Boulanger, Charlesbourg, Éditions FouLire, Coll. L'alphabet sur mille pattes, 2014, 45 p.  (ISBN 9782895911913)
- Zoom sur les élèves!, illustrations de Fabrice Boulanger, Charlesbourg, Éditions FouLire, Coll. L'alphabet sur mille pattes, 2014, 45 p.  (ISBN 9782895911937)
- Une visite magique, illustrations de Fabrice Boulanger, Charlesbourg, Éditions FouLire, Coll. L'alphabet sur mille pattes, 2014, 45 p.  (ISBN 9782895911920)
- Julie et les légendes, illustrations de Jean-Luc Trudel, Montréal, Québec Amérique, 2015, 379 p.  (ISBN 9782764429471)
- La crème glacée, Malala, la souris et moi, Montréal, Les Éditions FouLire, Coll. Émilie-Rose, 2015, 157 p.  (ISBN 9782895912255)
- Comme des poissons dans l'eau, illustrations de Fabrice Boulanger, Charlesbourg, Éditions FouLire, Coll. L'alphabet sur mille pattes, 2015, 45 p.  (ISBN 9782895912309)
- Monsieur Jeannot joue au héros, illustrations de Fabrice Boulanger, Charlesbourg, Éditions FouLire, Coll. L'alphabet sur mille pattes, 2015, 45 p.  (ISBN 9782895912286)
- Que la fête commence!, illustrations de Fabrice Boulanger, Charlesbourg, Éditions FouLire, Coll. L'alphabet sur mille pattes, 2015, 45 p.  (ISBN 9782895912293)
- Trouve la clé, Marie-P!, illustrations de Fabrice Boulanger, Charlesbourg, Éditions FouLire, Coll. Les aventures de Marie-P., 2015, 60 p.  (ISBN 9782895912545)
- Madame Zoé et les Olympiques, illustrations de Fabrice Boulanger, Charlesbourg, Éditions FouLire, Coll. L'alphabet sur mille pattes, 2015, 45 p.  (ISBN 9782895912514)
- Salut, les sportifs!, illustrations de Fabrice Boulanger, Charlesbourg, Éditions FouLire, Coll. L'alphabet sur mille pattes, 2015, 45 p.  (ISBN 9782895912491)
- Les aveux, Montréal, Québec Amérique Coll. Titan jeunesse, 2015, 137 p. (9782764429549)
- Vive le vélo!, illustrations de Fabrice Boulanger, Charlesbourg, Éditions FouLire, Coll. L'alphabet sur mille pattes, 2015, 45 p.  (ISBN 9782895912507)
- Le bonhomme Sept-Heures, adapté par Martine Latulippe avec les illustrations de Élise Castros, Paris, Auzou, 2016 n.p.  (ISBN 9782733841303)
- Ma bibliothèque idéale du Québec : 4 légendes merveilleuses, adaptés par Martine Latulipe avec les illustrations de Cecilia Varela, Gabrielle Grimard, Élise Catros et Yves Dumont, Paris, Auzou, 2016 n.p.  (ISBN 9782733844762)
- On va camper, Marie-P!, illustrations de Fabrice Boulanger, Charlesbourg, Éditions FouLire, Coll. Les aventures de Marie-P., 2016, 61 p.  (ISBN 9782895912750)
- La Dame blanche, illustrations de Yves Dumont, Paris, Auzou, Coll. Les p'tits classiques, 2016, 25 p.  (ISBN 9782733839720)
- Alexis le trotteur, illustrations de Gabrielle Grimard, Paris, Auzou, Coll. Les p'tits classiques, 2016, 25 p.  (ISBN 9782733839713)
- Noël dans la jungle, illustrations de Fabrice Boulanger, Charlesbourg, Éditions FouLire, Coll. Emma et Jacob, 2016, 43 p.  (ISBN 9782895912552)
- La chasse-galerie, illustrations de Cecilia Varela, Paris, Auzou, Coll. Les p'tits classiques, 2016, 25 p.  (ISBN 9782733843079)
- À l'école en fusée, illustrations de Fabrice Boulanger, Charlesbourg, Éditions FouLire, Coll. Emma et Jacob, 2016, 45 p.  (ISBN 9782895912378)
- Un été sous l'eau, illustrations de Fabrice Boulanger, Charlesbourg, Éditions FouLire, Coll. Emma et Jacob, 2016, 43 p.  (ISBN 9782895912385)
- Mon grand recueil de contes du Québec : 10 légendes merveilleuses, Paris, Auzou, 2017, 244 p.  (ISBN 9782733852583)
- Fêter au Far West, illustrations de Fabrice Boulanger, Charlesbourg, Éditions FouLire, Coll. Emma et Jacob, 2017, 44 p.  (ISBN 9782895912927)
- Joyeux anniversaire, Jacob!, illustrations de Fabrice Boulanger, Charlesbourg, Éditions FouLire, Coll. Emma et Jacob, 2017, 42 p.  (ISBN 9782895912934)
- Alerte au camp, Marie-P!, illustrations de Fabrice Boulanger, Charlesbourg, Éditions FouLire, Coll. Les aventures de Marie-P., 2017, 60 p.  (ISBN 9782895913054)
- Des bonbons dans le ciel, illustrations de Fabrice Boulanger, Charlesbourg, Éditions FouLire, Coll. Emma et Jacob, 2017, 42 p.  (ISBN 9782895913092)
- La légende de Sedna, illustrations de Gabrielle Grimard, Paris, Auzou, Coll. Les p'tits classiques, 2017, 25 p.  (ISBN 9782733846889)
- Un poussin et des pirates, illustrations de Fabrice Boulanger, Charlesbourg, Éditions FouLire, Coll. Emma et Jacob, 2017, 42 p.  (ISBN 9782895913214)
- La naissance du capteur de rêves, illustrations de Brandy Woods, Paris, Auzou, Coll. Les p'tits classiques, 2017, 25 p.  (ISBN 9782733847664)
- À vos marques, Marie-P !, illustrations de Fabrice Boulanger, Charlesbourg, Éditions FouLire, Coll. Les aventures de Marie-P., 2018, 61 p.  (ISBN 9782895913405)
- Trahie, Montréal, Québec Amérique, Coll. Titan jeunesse, 2018, 195 p.  (ISBN 9782764434864) et  (ISBN 9782764434871)
- Le cheval noir de Trois-Pistoles, illustrations de Yves Dumont, Paris, Auzou, Coll. Les p'tits classiques, 2018, 25 p.  (ISBN 9782733855317)
- Du hockey pour la nouvelle année, illustrations de Fabrice Boulanger, Charlesbourg, Éditions FouLire, Coll. Emma et Jacob, 2018, 44 p.  (ISBN 9782895913542)
- La promesse de Sam : version courte ; Promesse de Sam : version originale, Montréal, Bayard Canada, Coll. Oserlire, 2018, 46 p.  (ISBN 9782897701796)
- Du sirop pour les robots, illustrations de Fabrice Boulanger, Charlesbourg, Éditions FouLire, Coll. Emma et Jacob, 2018, 45 p.  (ISBN 9782895913252)
- Des poissons pour la princesse, illustrations de Fabrice Boulanger, Charlesbourg, Éditions FouLire, Coll. Emma et Jacob, 2018, 44 p.  (ISBN 9782895913245)
- Le bateau fantôme de Gaspé, illustrations de Brandy Woods, Paris, Auzou, Coll. Les p'tits classiques, 2018, 25 p.  (ISBN 9782733855324)
- Les érables rouges, llustrations de Fabrice Boulanger, Paris, Auzou, Coll. Les grands classiques, 2018, 25 p.  (ISBN 9782733855447)
- Alexis le trotteur, illustrations de Gabrielle Grimard, Paris, Auzou, Coll. Les grands classiques, 2018, 25 p.  (ISBN 9782733863084)
- Ponik, le monstre du lac, llustrations de Fabrice Boulanger, Paris, Auzou, Coll. Les grands classiques, 2019, 25 p.  (ISBN 9782733869826)
- Les chiffres de Maya, illustrations de Fabrice Boulanger, Montréal, Québec Amérique, 2019, 23 p.  (ISBN 9782764439135)
- Les plus beaux contes du Québec, Illustrations par Fabrice Boulanger, Élise Catros, Yves Dumont, Gabrielle Grimard et Cecilia Varela, Paris, Auzou, 2019, 171 p.  (ISBN 9782733874547)
- La légende de Sedna, illustrations de Gabrielle Grimard, Paris, Auzou, Coll. Mes p'tits classiques à écouter, 2019, 25 p.  (ISBN 9782733869833)
- Les insectes font la fête, illustrations de Fabrice Boulanger, Québec, Éditions FouLire, Coll. Emma et Jacob, 2019, 45 p.  (ISBN 9782895913771)
- Jos Montferrand, illustrations de Fabrice Boulanger, Paris, Auzou, Coll. Les p'tits classiques, 2019, 25 p.  (ISBN 9782733864951)
- Les chiffres de Maya, illustration de Fabrice Boulanger, Montréal, Québec Amérique, 2019, 23 p.  (ISBN 9782764439135) et  (ISBN 276443913X)
- Les grands mystères du Québec, illustrations de Nadia Berghella, Paris, Éditions Auzou, 2019, 31 p.  (ISBN 9782733872239)
- Des pommes pour grand-papa, illustrations de Fabrice Boulanger, Québec, Éditions FouLire, Coll. Emma et Jacob, 2019, 45 p.  (ISBN 9782895913870) et  (ISBN 2895913870)
- La journée de Maya, illustrations de Fabrice Boulanger, Montréal, Québec Amérique, 2020, 23 p. (9782764439180) et  (ISBN 9782764439166)
- C'est décidé, Marie-P!, illustrations de Fabrice Boulanger, Montréal, Éditions FouLire, Coll. Les aventures de Marie-P., 2020, 61 p.  (ISBN 9782895914211) et  (ISBN 2895914214)
- Les contes fabuleux du Québec, Montréal, Éditions et diffusions Auzou Ltée, 2020, n.p.  (ISBN 9782898240164) et (2898240168)
- Le gnome de l'Isle-aux-Grues, illustrations de Catherine Petit, Paris, Auzou, Coll. Les grands classiques, 25 p.  (ISBN 9782733876343)
- La semaine de Maya, illustrations de Fabrice Boulanger, Montréal, Québec Amérique, 2020, 22 p.  (ISBN 9782764440896) et  (ISBN 2764440898)
- Tout près, Montréal, Québec Amérique, Coll. Titan jeunesse, 2020, 130 p.  (ISBN 9782764441039) et  (ISBN 2764441037)
- La malédiction du Rocher Percé, illustrations de Fabrice Boulanger, Paris, Auzou, Coll. Les grands classiques, 2020, 25 p.  (ISBN 9782733876350)
- La journée de Maya, illustrations de Fabrice Boulanger, Montréal, Auzou, Québec Amérique, 2020, 23 p.  (ISBN 9782764439166)
- Les mille petits soucis de Rosie, Québec, Éditions FouLire, 2021, 409 p.  (ISBN 9782895914471) et  (ISBN 2895914478)
- Le chien qui sauva Montréal, illustrations de Fabrice Boulanger, Montréal, Auzou, Coll. Les grand classiques, 2021, 25 p.  (ISBN 9782898240225)
- Tom et Lali, illustrations de Fabrice Boulanger, Québec, Éditions FouLire, n.p.  (ISBN 9782895914648)(Vol. 1) et  (ISBN 9782895914655)(Vol. 2)
- Mission : non aux étiquettes!, illustrations de Phil Poulin, Saint-Lambert, Dominique et compagnie, Coll. J'apprends la vie, 2021, n.p.  (ISBN 9782898205286)
- Monstres et autres créatures du Québec, illustrations, Fabrice Boulanger, Montréal, Éditions et diffusions Auzou Ltée, 2021, n.p.  (ISBN 9782898241284)
- Le mystère de la Roche pleureuse, illustrations de Catherine Petit, Montréal, Auzou, Coll. Les grands classiques, 2021, 25 p.  (ISBN 9782898240218)

### Collaborations
- L'univers de Marie-Soleil, en collaboration avec Joanne Ouellet, Montréal, Québec Amérique, 2014, 31 p.  (ISBN 9782764421215)
- La bande des Quatre, Alain M. Bergeron, François Gravel, Martine Latulippe et Johanne Mercier, Montréal, Éditions FouLire, 2015, n.p.  (ISBN 9782895912408) (t. 1),  (ISBN 9782895912682) (t. 2),  (ISBN 9782895912774) (t. 3),  (ISBN 9782895913047) (t. 4) et  (ISBN 9782895913344) (t. 5)
- Une plume pour Pénélope, en collaboration avec Julie St-Onge Drouin, Québec, Éditions FouLire, Coll. Mini Ketto, 2015, 45 p.  (ISBN 9782895912347)
- Les nuits de Fannie, en collaboration avec Julie St-Onge Drouin, Québec, Éditions FouLire, Coll. Mini Ketto, 2016, 45 p.  (ISBN 9782895912644)
- L'été de Daphné, en collaboration avec Julie St-Onge Drouin, Québec, Éditions FouLire, Coll. Mini Ketto, 2017, 45 p.  (ISBN 9782895912972)
- Le talent de Thalie, en collaboration avec Julie St-Onge Drouin, Québec, Éditions FouLire, Coll. Mini Ketto, 2018, 45 p.  (ISBN 9782895912736)
- La clique du camp, Alain M. Bergeron, François Gravel, Martine Latulippe, Johanne Mercier avec des illustrations de Philippe Germain, Québec, Les Éditions FouLire, 2019, n.p.  (ISBN 9782895913580)(vol. 1),  (ISBN 9782895913894)(vol. 2),  (ISBN 9782895914105) (vol. 3),  (ISBN 9782895914112) (vol. 4),  (ISBN 9782895914396) (vol. 5) et  (ISBN 9782895914402) (Vol. 6)
- La tristesse de Mahée, Martine Latulippe, Nathalie Parent et Stéphanie Mackay, Laval, Mammouth rose, 2020, n.p.  (ISBN 9782898050053) et  (ISBN 2898050059)
- Émilie est envieuse, Martine Latulippe, Nathalie Parent et Bach, Laval, Mammouth rose, 2020, n.p.  (ISBN 9782898050213) et  (ISBN 2898050210)
- Ça leur apprendra à sortir la nuit, François Gravel, Martine Latulippe, Montréal, la Courte échelle, 2020, 84 p.  (ISBN 9782897743161) et  (ISBN 2897743166)
- La grande épopée du hockey au Québec, textes de Martine Latulippe et Alain M. Bergeron, illustrations de Caroline Soucy, Montréal, Auzou, 2020, 29 p.  (ISBN 9782898240072) et  (ISBN 2898240079)
- La peur de Mathis, Martine Latulippe, Nathalie Parent et Sophie Lussier, Laval, Mammouth rose, 2020, n.p.  (ISBN 9782898050220) et  (ISBN 2898050229)
- La colère de Fabien, Martine Latulippe, Nathalie Parent et Catherine Petit, Laval, Mammouth rose, 2020, n.p.  (ISBN 9782898050046) et  (ISBN 2898050040)

## Prix et honneurs
- 2002 - Récipiendaire : Sélection Communication Jeunesse (pour À fleur de peau)[12]
- 2002 - Finaliste : Prix Hackmatack (pour La mémoire de mademoiselle Morgan)[13]
- 2002 - Finaliste : Prix Odyssée (pour La mémoire de mademoiselle Morgan)[14]
- 2005 - Finaliste : Prix des abonnés des bibliothèques de Québec
- 2005 - Finaliste : Prix Hackmatack
- 2006 - Finaliste : Prix des abonnés des bibliothèques de Québec
- 2006 - Palmarès Sélection Communication Jeunesse [2]
- 2007 - Finaliste : Prix Hackmatack
- 2007 - Récipiendaire : Prix jeunesse du Salon du livre de Québec
- 2008 - Finaliste : Prix jeunesse du Salon du livre de Québec
- 2009 - Récipiendaire : Prix jeunesse du Salon du livre de Québec (pour Lorian Loubier, Vive les mariés!)[15]
- 2010 - Récipiendaire : Prix Magazine Enfants Québec album de l'année (pour Ce qui arriva à Chloé et Mélina un jeudi après-midi)[15]
- 2011 - Finaliste : Prix jeunesse du Salon du livre de Québec
- 2012 - Finaliste : Prix de la nouvelle Radio-Canada (pour La maison blonde)[16]
- 2013 - Récipiendaire : Prix jeunesse Salon du livre de Québec (pour Le voisin, Rosa, les poissons et moi)[17],[18]
- 2015 - Finaliste : Prix de la nouvelle Radio-Canada (pour Le prix du désir)[19]
- 2021 - Finaliste : Prix de création littéraire de la Ville de Québec et du Salon international du livre de Québec (pour Ça leur apprendra à sortir la nuit)[20]